# 阿斯卡爾·梅爾扎赫梅托夫
阿斯卡爾·伊薩別科維奇·梅爾扎赫梅托夫（羅馬化：Asqar İsabekūly Myrzahmetov；1962年10月1日—）是一位哈萨克斯坦政治家和企業家，曾任哈薩克駐烏茲別克大使。

## 生涯
- 於2006年擔任駐烏茲別克大使，2007年卸任。[2]
- 於2009年3月4日擔任南哈薩克州州長。[3]2015年8月8日卸任，並在同日擔任祖國之光第一副主席。[4][5]
- 於2016年5月6日被任命為哈薩克農業部部長。[6]2016年6月14日任命副總理並領導地貌委員會，保留農業部部長職位。[7]2017年12月15日，卸任農業部部長、副總理職務。[8]
- 於2018年1月10日擔任江布爾州州長，[9]2020年2月10日卸任。[10]